# Singer 15
Der Singer 15 war ein Wagen der oberen Mittelklasse, den Singer von 1921 bis 1925 baute.
Der Wagen hatte einen Sechszylinder-Reihenmotor mit 1991 cm³ Hubraum (Bohrung × Hub = 65 mm × 100 mm). Der Motor hatte seitlich stehende Ventile. Die vordere Starrachse war an halbelliptischen Längsblattfedern aufgehängt, während die angetriebene, hintere Starrachse Cantileverschwingen besaß. Bei diesem Fahrzeug handelt es sich um das erste Sechszylindermodell der Marke.
Der Singer 15 war als viersitziger Tourenwagen, zweisitziger Phaeton oder viersitzige Limousine erhältlich.
1925 wurde der 15 ohne Nachfolger eingestellt. Seinen Platz in der Modellpalette nahm ab 1926 der etwas kleinere 14/34 ein.